# Przełęcz Siodło
Die Przełęcz Siodło ist ein Gebirgspass im Süden der polnischen Woiwodschaft Schlesien in den Schlesischen Beskiden. Der Pass liegt auf der Grenze der Gemeinden Bielsko-Biała und Szczyrk auf dem Klimczok-Kamm und verbindet das Tal der Biała mit dem Tal der Żylica. Der Pass ist 742 m ü.N.N. hoch. 

## Tourismus
- Über den Pass führen zahlreiche markierte Wanderwege.